# Operació Impala
L'Operació Impala fou una expedició motoritzada portada a terme per cinc aventurers catalans l'any 1962, consistent a travessar l'Àfrica de cap a cap a bord de tres motocicletes Montesa de 175 cc. La iniciativa, ideada per Oriol Regàs, fou concebuda com a operació de màrqueting de cara al llançament del nou model de la marca que estava dissenyant en aquells moments Leopoldo Milà, la futura Montesa Impala.
Els membres de l'expedició varen ser quatre experts pilots de ral·lis i curses motociclistes (el mateix Regàs, Juan "Tei" Elizalde -un dels millors pilots de velocitat, motocròs i enduro del moment-, Rafa Marsans i Enric Vernis) a més de l'escriptor Manuel Maristany, qui tot i no tenir experiència en el món del motor hi anava com a fotògraf i cronista. Tots cinc aconseguiren superar el repte, totalitzant 20.000 km entre Ciutat del Cap i Tunis després de 100 dies d'aventura. L'èxit de la travessa esdevingué una gran plataforma publicitària per a introduir al mercat la Impala, que es presentà aquell mateix any i va rebre el premi Delta d'Or al millor disseny industrial, atorgat per l'ADI-FAD.

## Història

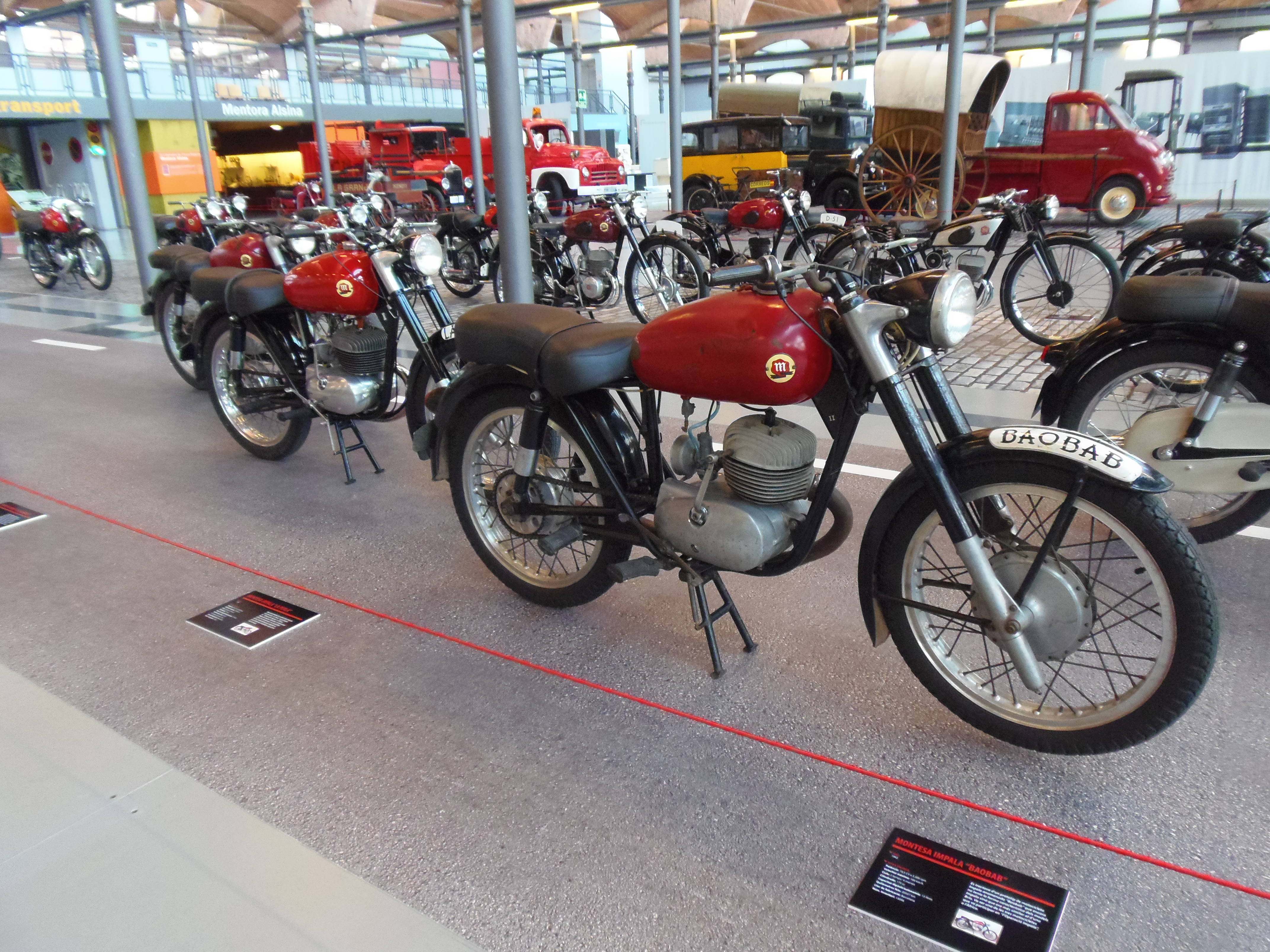
D'esquerra a dreta: "Lucharniega", "La Perla" i "Baobab", les tres Montesa participants a l'Operació Impala, conservades al mNACTEC

A finals de 1961, Oriol Regàs li proposà a Pere Permanyer sotmetre un exhaustiva prova de resistència com aquesta el nou model que estava dissenyant Milá. Permanyer acceptà i Montesa aportà les motos i el 50% del finançament. L'altre 50% (xifrat en 500.000 pts) l'aportà la marca de lubricants Wynn's, i al mateix temps diverses empreses del ram del motor col·laboraren amb tota mena d'equipaments i obsequis, que s'anaven acumulant en una nau de la factoria Montesa a Esplugues de Llobregat. Durant els preparatius de l'expedició, Elizalde i Marsans s'encarregaren de la supervisió de les motos en tot allò referit a la part mecànica, Regàs s'ocupà d'aconseguir recursos econòmics, Vernis del material logístic i Maristany de la tramitació dels visats.
Al desembre d'aquell any, Permanyer feu signar als cinc expedicionaris un document pel qual Montesa es deslligava de tota responsabilitat pels hipotètics contratemps que poguessin patir els aventurers durant la travessia, i el dia 15 d'aquell mes s'embarcà l'equipatge pesat rumb a Ciutat del Cap.

### Sortida de Barcelona (4 de gener)
El 4 de gener de 1962, els expedicionaris agafaren l'avió cap a Ciutat del Cap. Un cop allà, compraren un Land Rover (al qual li posaren de nom Kiboko, "hipopòtam" en swahili) per tal de fer-lo servir de vehicle de suport i poder-hi transportar el material auxiliar: recanvis, provisions, tenda de campanya, càmeres i pneumàtics de recanvi, dipòsits d'aigua i de benzina (amb una capacitat estimada per a 600 km sense haver de proveir-se de carburant), un fogonet de butà, una farmaciola de campanya, una pistola d'aire comprimit amb balins i diversos objectes de regal per a casos en què calgués confraternitzar amb els nadius (com ara jaquetes amb propaganda de "Wynn's", cascs de guàrdia urbà barceloní i altres). No duien, però, cap aparell de ràdio.
Al Land Rover li col·locaren una placa de matrícula andorrana (concretament, "Principat d'Andorra 2819") tal com havien acordat amb les autoritats d'Andorra, que els finançaren el vehicle amb la condició que, a la tornada, entressin per la frontera del Pas de la Casa procedents de la Catalunya Nord des de Marsella.

### Travessa d'Àfrica
Finalment, el 15 de gener començà la travessa del continent. Al llarg dels tres mesos d'expedició, els cinc participants passaren tota mena de dificultats i peripècies, travessant selves i rius, circulant per camins enfangats en plena època de pluges, per sabanes, estepes i deserts, fins que el 24 de març de 1962 aconseguiren per fi arribar a les piràmides d'Egipte. Des d'allà, passant pel Caire, arribaren aviat a Alexandria on van poder tornar a veure el Mediterrani després de més de 15.000 quilòmetres recorreguts. Ja només els mancava el tram final, per la Via Balbia, fins a Tunis, on embarcaren les tres motos i el Land-Rover al vaixell "President de Cazalet" rumb a Marsella.

### Arribada a Barcelona (16 d'abril)
Un cop arribats a Marsella l'endemà al matí, continuaren el viatge, passant pel Port d'Envalira, fins a Andorra la Vella on els esperaven els patrocinadors i familiars. Finalment, el 16 d'abril de 1962 arribaren a Barcelona, essent rebuts triomfalment com a herois (fins i tot els cantaren un Salve a la Basílica de la Mercè).

### Repercussió comercial
La repercussió publicitària que Montesa aconseguí amb l'Operació Impala fou molt superior a l'esforç econòmic que representà el seu finançament. El nom de la marca i del nou model anaren des d'aleshores lligats al concepte d'aventura i de resistència, i durant molt de temps se'n feu ressò a la premsa i al carrer (amb cartells publicitaris i anuncis als autobusos). A tot això s'hi sumaren els bons resultats esportius obtinguts per la marca en competicions diverses, les accions publicitàries dels seus concessionaris i fins i tot dels primers clubs Montesa, que anaven sorgint aquells anys.

## Les motos
Les motocicletes que varen conduir els expedicionaris eren tres models de pre-sèrie que tenien ja la mateixa mecànica de la futura Impala, però se'n diferenciaven per la forma del dipòsit de combustible, més similar al de la Brío. Durant el recorregut, les batejaren amb els noms de "Baobab", "La Perla" i "Lucharniega", i actualment es conserven encara com a part de la Col·lecció Pere Permanyer exposada de forma permanent al Museu de la Ciència i la Tècnica de Catalunya (mNACTEC), a Terrassa. Durant el viatge, allò que més estranyava als africans amb què es trobaven i que més els demanaven als expedicionaris era «on anaven amb aquells vehicles tan petits».
Malgrat la duresa del recorregut, les tres motos van demostrar una gran resistència mecànica i no va caldre substituir-ne cap element bàsic, tret de les peces de recanvi imprescindibles. L'èxit de l'expedició va donar un impuls clau perquè la Montesa Impala fos fabricada en sèrie i es convertís en una de les motos més famoses de la dècada dels seixanta.
La nova Impala fou un dels projectes més ambiciosos de Montesa. Per a dissenyar-ne el motor, Leopoldo Milà partí de zero, obtenint-ne finalment un de força diferenciat estèticament dels anteriors de la marca. Des del moment de la seva comercialització, el nou model esdevingué un èxit de vendes i només el primer any ja se'n vengueren més d'11.000 unitats. Arguments al seu favor eren el bon funcionament i la fiabilitat, les seves bones prestacions i fins i tot una sonoritat peculiar. Era també un model molt versàtil, que s'adaptava perfectament a tota mena de modalitats esportives, com ara la velocitat, la resistència, els ral·lis i el motocròs (la Impala fou la base del futur model estrella de Montesa en aquesta especialitat, la Cappra). Al cap de pocs anys, de la Impala se'n derivà també el model probablement més famós de Montesa, la Cota de trial.

## Recorregut
Les principals etapes recorregudes pels integrants de l'Operació Impala varen ser aquestes:
1. Barcelona - Ciutat del Cap (en avió)
2. Ciutat del Cap - Johannesburg (travessant el desert del Karoo)
3. Johannesburg - Bulawayo - Livingstone, Zàmbia (passant per les cascades Victòria)
4. Livingstone - Lusaka
5. Lusaka - Kilimanjaro (travessant l'estepa Massai)
6. Kilimanjaro - Llac Victòria - Nairobi
7. Nairobi - Kampala - Cascades Murchison - Nairobi
8. Nairobi - Mont Kenya - Addis Abeba
9. Addis Abeba - Asmara
10. Asmara - Khartum (travsessant el desert de Núbia)
11. Khartum - Atbara
12. Atbara - Assuan
13. Assuan - Luxor
14. Luxor - El Caire (travessant la Vall dels Reis)
15. El Caire - Alexandria
16. Alexandria - El Alamein
17. El Alamein - Bengasi
18. Bengasi - Trípoli (Líbia) - Tunis
19. Tunis - Marsella (en vaixell)
20. Marsella - Andorra la Vella (pel Pas de la Casa)
21. Andorra la Vella - Barcelona

Els països que varen travessar els expedicionaris durant el viatge varen ser: Sud-àfrica, Zimbabwe (Rhodèsia), Zàmbia (Rhodèsia), Moçambic, Malawi (Nyasalàndia), República Democràtica del Congo, Tanzània (Tanganyika), Uganda, Kenya, Etiòpia, Eritrea, Sudan, Egipte, Líbia, Tunísia, Occitània, Andorra i Catalunya.
Notes
1. ↑  Les ciutats que es fan constar són només orientatives per tal de delimitar el recorregut fet. Per a completar la major part d'aquestes etapes necessitaren, òbviament, un bon grapat de dies.
2. ↑  El nom dels estats africans que s'ha fet constar és l'actual. En el cas d'aquells que aleshores eren encara colònies d'estats europeus, s'indica en cursiva i entre parèntesis el nom amb què eren coneguts en aquelles dates.

## Filmografia
- Manuel Garriga (Director) (2012). Operació Impala (Color, HD, Dolby Stereo) (en català i castellà). Barcelona: Bausan Films i Televisió de Catalunya. Consulta: 2013-02-11.